# Jake Arrieta
Jacob Joseph "Jake" Arrieta, född den 6 mars 1986 i Farmington i Missouri, är en amerikansk professionell basebollspelare som spelar för Philadelphia Phillies i Major League Baseball (MLB). Arrieta är högerhänt pitcher.

## Karriär

### Major League Baseball

#### Baltimore Orioles

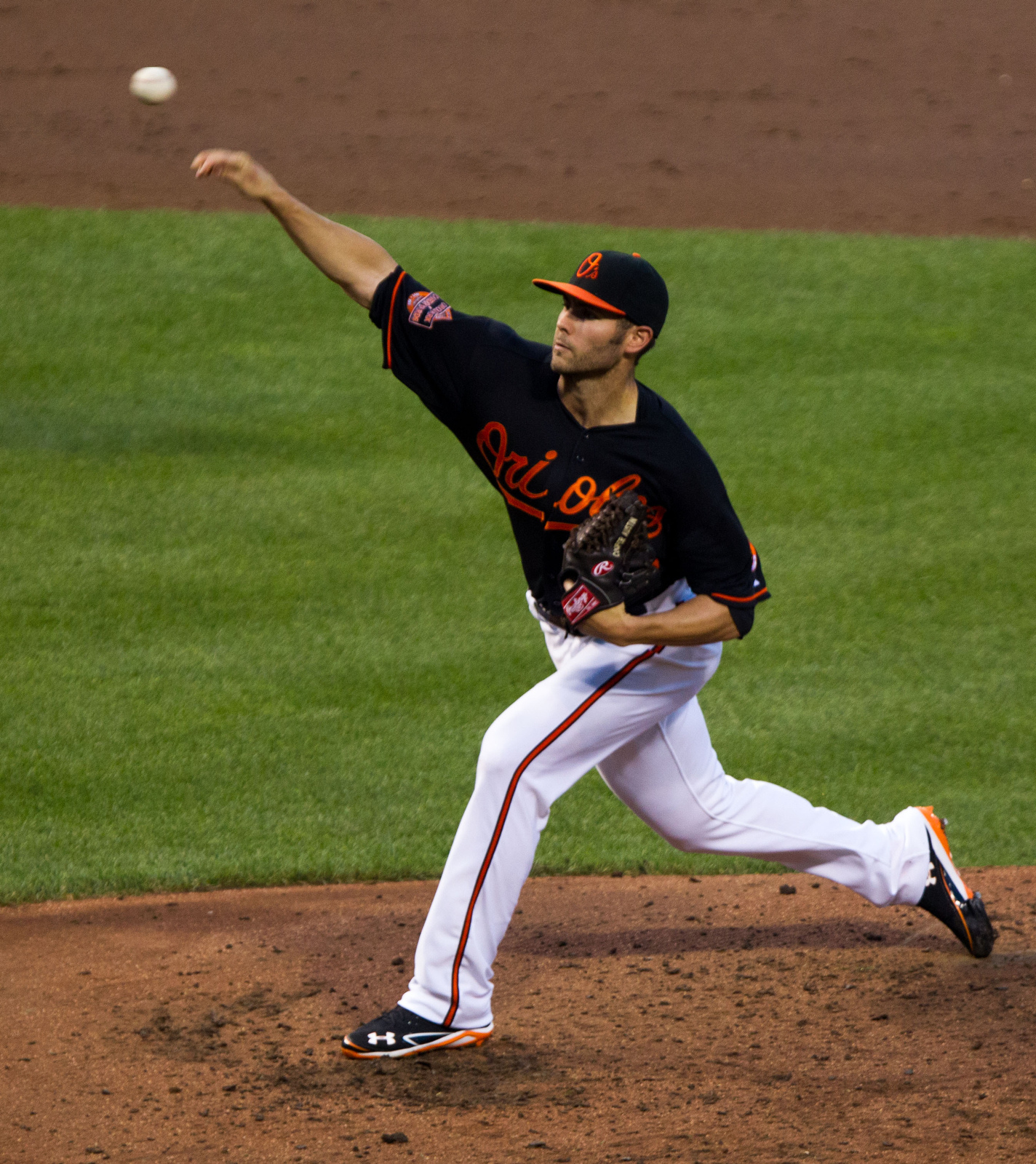
Arrieta i Baltimore Orioles dräkt 2012.

Arrieta draftades både 2004 och 2005, men skrev inte på för någon klubb utan valde att studera vidare. 2007 draftades han av Baltimore Orioles som 159:e spelare totalt. Efter några säsonger i Orioles farmarklubbssystem debuterade han i MLB den 10 juni 2010. Under den säsongen var han 6-6 (sex vinster och sex förluster) med en earned run average (ERA) på 4,66 på 18 starter. De nästföljande två säsongerna steg hans ERA till 5,05 och 6,20. Efter fem starter 2013 med en ERA på 7,23 bytte Orioles bort honom till Chicago Cubs.

#### Chicago Cubs
Under resten av 2013 var Arrieta 4-2 med en ERA på 3,66 på nio starter för Cubs. 2014 inledde han axelskadad och först en månad in på säsongen, efter att ha gjort fem starter i farmarligorna, var han redo att spela sin första match för säsongen för Cubs. Han inledde med bra spel och var efter nio starter 3-1 med en ERA på 1,98 och satte i den åttonde matchen nytt personligt rekord med nio strikeouts under en match, ett rekord som han förbättrade i nästa match till elva strikeouts. Den 16 september pitchade han sin dittills bästa match i karriären i en match mot Cincinnati Reds. Han presterade sin första complete game och sin första shutout och det var inte långt ifrån att vara en no-hitter då han bara tillät en enda hit och det var i åttonde inningen. Han satte även nytt personligt rekord med 13 strikeouts. Sett över hela säsongen var han 10-5 med en ERA på 2,53 och 167 strikeouts på 25 starter. Vid tre olika tillfällen pitchade han ända till sjunde inningen innan han tillät sin första hit i matchen, en bedrift som ingen Cubs-pitcher lyckats med sedan 1950.
I januari 2015 skrev Arrieta på ett ettårskontrakt med Cubs värt 3,63 miljoner dollar, och han och klubben undvek därigenom ett skiljeförfarande. Den 21 juni kastade han sin andra shutout i MLB-karriären i en match mot Minnesota Twins. Den 30 augusti kastade han en no-hitter i en match borta mot Los Angeles Dodgers. Det var den första no-hittern av en Cubs-pitcher sedan september 2008. Det var samtidigt hans 17:e vinst för säsongen, vilket var flest av alla pitchers i MLB vid den tidpunkten. Över huvud taget hade Arrieta en fantastisk månad i augusti – han var 6-0 med en ERA på 0,43 och motståndarnas slaggenomsnitt och on-base % var 0,130 respektive 0,196. Han utsågs till månadens pitcher (Pitcher of the Month) i National League och också till veckans pitcher (Pitcher of the Week) avseende sista veckan i augusti. Hans fina spel fortsatte och den 22 september blev han första pitcher i MLB under 2015, och första Cubs-pitchern sedan 2001, att nå 20 vinster under säsongen efter att ha pitchat sin fjärde complete game och tredje shutout för säsongen. Det var hans 18:e raka så kallade quality start, vilket var nytt klubbrekord för Cubs. I och med matchen var hans ERA 0,86 under hans 13 starter sedan all star-matchen i juli. I hans nästa match, den 27 september, pitchade han sju inningar utan att släppa till någon poäng och det var först i sjunde inningen som hans chans till en perfect game grusades. Det var hans 19:e raka quality start och han blev först i MLB även till 21 vinster under 2015. Ingen Cubs-pitcher hade vunnit fler än 20 matcher under en säsong sedan 1971. I hans sista match i grundserien pitchade han sex inningar utan att tillåta motståndarna att göra någon poäng, vilket var hans 20:e raka quality start. Han blev den första pitchern i MLB sedan 2011 att vinna minst 22 matcher och den första i National League sedan 2008. Sett över hela grundserien var han 22-6 med en ERA på 1,77 och det var första gången sedan 1920 som en Cubs-pitcher med tillräckligt mycket speltid för att räknas avseende genomsnittskategorier hade haft en ERA under 2,00. Vidare var han den första pitchern i MLB sedan 1985 att vinna minst 22 matcher med en ERA under 2,00. Det mest anmärkningsvärda var ändå att han efter all star-matchen hade en ERA på 0,75, lägst av alla pitchers i MLB:s historia sedan all star-matchen infördes 1933.
Arrieta fick förtroendet att starta Cubs första match i slutspelet 2015, National League Wild Card Game (NLWC) mot Pittsburgh Pirates. Den möjligheten förvaltade han väl genom att pitcha en shutout där han bara tillät fyra hits och hade elva strikeouts. Det var första gången sedan 1945 som en Cubs-pitcher hade pitchat en shutout i slutspelet och antalet strikeouts var delat klubbrekord i slutspelet. Vidare var det första gången i MLB:s slutspelshistoria som en pitcher pitchade en shutout utan några walks och med minst tio strikeouts. Cubs vann matchen med 4–0 och gick vidare till National League Division Series (NLDS). Arrietas nästa två matcher var inte lika imponerande (fyra tillåtna poäng på 5,2 respektive 5,0 inningar) och Cubs åkte ut i finalen i National League, National League Championship Series (NLCS), mot New York Mets med 0–4 i matcher. Arrietas fantastiska säsong kröntes med att han tilldelades Cy Young Award, priset till ligans bästa pitcher.

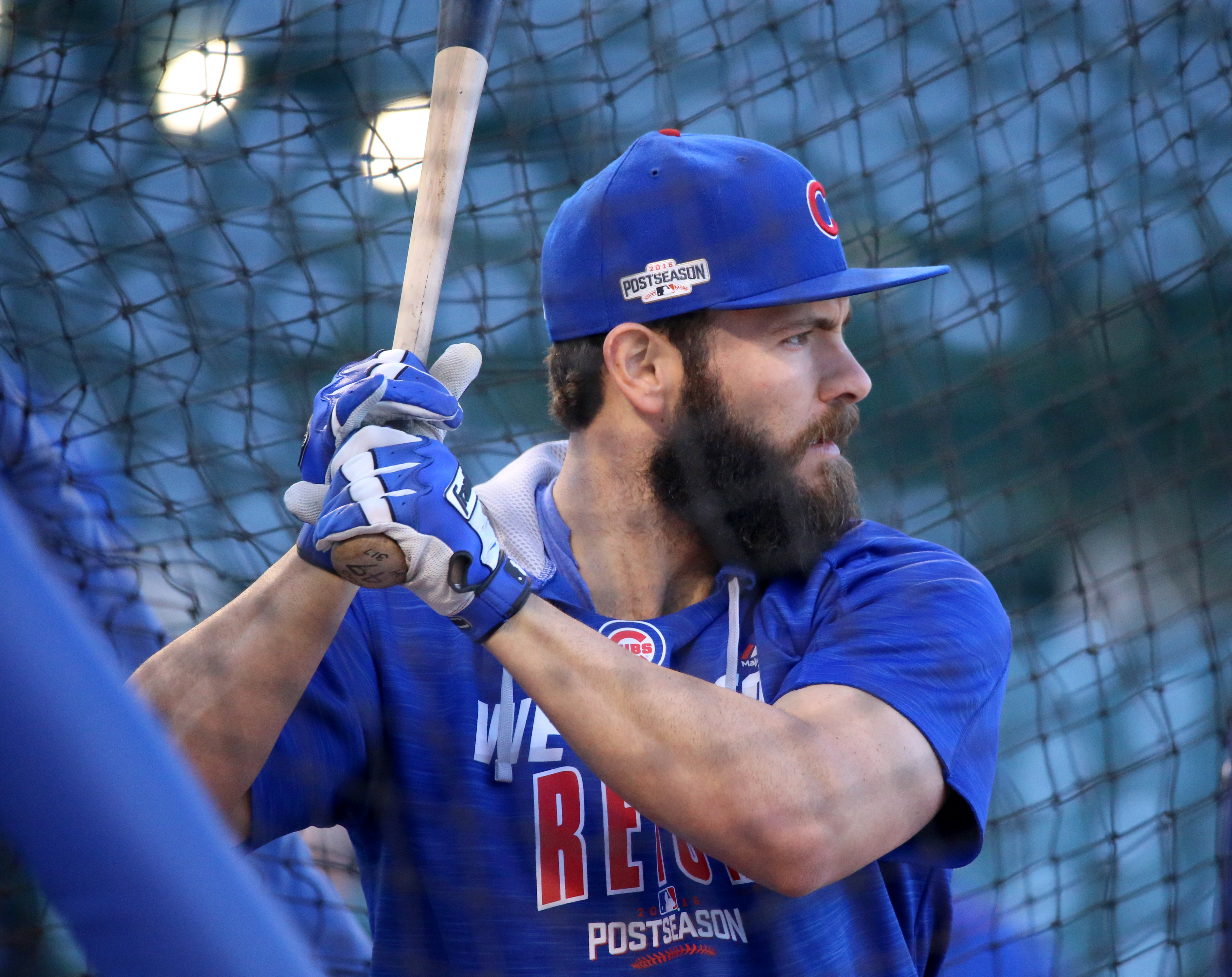
Arrieta under slutspelet 2016.

I februari 2016 kom Arrieta och Cubs överens om ett ettårskontrakt värt 10,7 miljoner dollar. Det var det största ettårskontraktet för en pitcher med bara fyra års erfarenhet i MLB:s historia. Han fick äran att starta Cubs första match för säsongen. Den 21 april pitchade han sin andra no-hitter i en match mot Cincinnati Reds. Bara två spelare i MLB:s historia hade tidigare kastat två no-hitters med kortare mellanrum än Arrieta. Den 28 april tog två sviter slut för Arrieta – dels var hans start inte en quality start efter 24 raka sådana fram till dess (MLB-rekordet var 26 raka) och dels tillät han motståndarna att göra poäng för första gången på 52,2 raka inningar på hemmaplan (MLB-rekordet var 54 raka). Den 25 maj vann Cubs för 23:e gången i rad när Arrieta startade, ett tangerat MLB-rekord, men klubben förlorade hans nästa start, där han fick en no-decision. Efter den matchen var han 20-0 med en ERA på 1,01 på de 24 senaste starterna. I Arrietas nästa start fick han sin första förlust sedan den 25 juli 2015. Hans 20 raka vinster utan någon förlust var den tredje längsta sviten i MLB:s historia. I juli togs han för första gången ut till MLB:s all star-match. Arrieta var under grundserien 2016 18-8 med en ERA på 3,10 på 31 starter. I slutspelet gick Cubs hela vägen och vann World Series för första gången sedan 1908, och Arrieta bidrog genom att på fyra starter vara 2-1 med en ERA på 3,63. Han vann båda sina starter i World Series och hade där en ERA på 2,38. Efter säsongen vann han en Silver Slugger Award, som den bästa slagmannen bland pitchers i National League.
Inför 2017 års säsong kom Arrieta och Cubs överens om en löneförhöjning till 15,6375 miljoner dollar. Hans bästa period under säsongen var i augusti, då han var 4-1 med en ERA på 1,21 på sex starter, och han utsågs till månadens pitcher i National League. Sett över hela grundserien var han 14-10 med en ERA på 3,53 på 30 starter. I slutspelet startade han två matcher och var 1-1 med en ERA på 0,84, men Cubs åkte ut i NLCS mot Los Angeles Dodgers med 1–4 i matcher. Efter säsongen blev han free agent.

#### Philadelphia Phillies
I mars 2018 skrev Arrieta på ett kontrakt med Philadelphia Phillies, vilket rapporterades vara värt minst 75 miljoner dollar över tre år. Han debuterade för Phillies den 8 april mot Miami Marlins, men det blev förlust med 3–6.

### Internationellt
Arrieta tog brons för USA vid olympiska sommarspelen 2008 i Peking. Han startade och vann en match i gruppspelet, mot Kina, som USA vann med 9–1.